# The Baby on the Barge
The Baby on the Barge è un cortometraggio muto del 1915 diretto e prodotto da Cecil M. Hepworth.

## Trama
La moglie di un barcaiolo aiuta il fratello a provare la sua innocenza in un'accusa di omicidio.

## Produzione
Il film fu prodotto dalla Hepworth.

## Distribuzione
Distribuito dalla Hepworth, il film - un cortometraggio in tre bobine - uscì nelle sale cinematografiche britanniche nel giugno 1915.
Si pensa che sia andato distrutto nel 1924 insieme a gran parte degli altri film della Hepworth. Il produttore, in gravissime difficoltà finanziarie, pensò in questo modo di poter almeno recuperare l'argento dal nitrato delle pellicole.